# Новосёлова, Ольга Борисовна
Ольга Борисовна Новосёлова (род. 4 августа 1978 года) — российская боксёрша.

## Карьера
Боксом занимается с 1998 года под руководством А. В. Путинцева.
Победительница соревнований на Кубок России (2002), чемпионка России (2002), серебряный призёр чемпионата России (2003).
Бронзовый призёр чемпионата мира (Турция, 2002 г.).
В 2005 году окончила Читинскую государственную медицинскую академию. Кандидат медицинских наук.